# Karl Wilhelm von Bormann
Karl Wilhelm von Bormann, belgijski general in vojaški inženir, * 1. april 1796, † 25. november 1874.